# Sea of Cowards
Sea of Cowards è il secondo album inciso dal gruppo musicale statunitense di genere alternative rock dei The Dead Weather, pubblicato il 10 maggio 2010 in Uk,e l'11 maggio negli Stati Uniti.
L'album è stato precedentemente trasmesso in streaming sul sito dei Dead Weather 24 ore su 24 dal 30 aprile al 1º maggio 2010.
È stato pubblicato sui seguenti formati: Cd, LP e digitale
L'album ha raggiunto la 36# posizione in Uk.

## Tracce
1. Blue Blood Blues – 3:22
2. Hustle and Cuss – 3:45
3. The Difference Between Us – 3:37
4. I'm Mad – 3:16
5. Die by the Drop – 3:29
6. I Can't Hear You – 3:35
7. Gasoline – 2:44
8. No Horse – 2:49
9. Looking at the Invisible Man – 2:42
10. Jawbreaker – 2:58
11. Old Mary – 2:53

## Singoli
Il primo singolo estratto è stato "Die by the Drop".

## Formazione
- Alison Mosshart - voce, chitarra
- Dean Fertita - chitarra, tastiere
- Jack Lawrence - basso
- Jack White - batteria